# 정기원 (1559년)
정기원(鄭期遠, 1559년 ~ 1597년 8월)은 조선의 문신이다. 본관은 동래, 자는 사중(士重), 호는 현산(見山)이다.
문과 급제 후 좌랑, 정랑 등을 지내고 임진왜란 때 명나라에 다녀오기도 했다. 1597년(선조 30년) 정유재란 당시 접반사로 남원성 전투에서 순절하였다. 사후 증 자헌대부 예조판서에 증직되었다가 여러번 가증되어 좌찬성에 추증되었으며 내성군에 추봉되었다.

## 생애

### 과거 급제와 관료생활

남원성 전투 당시 일본군의 공략도

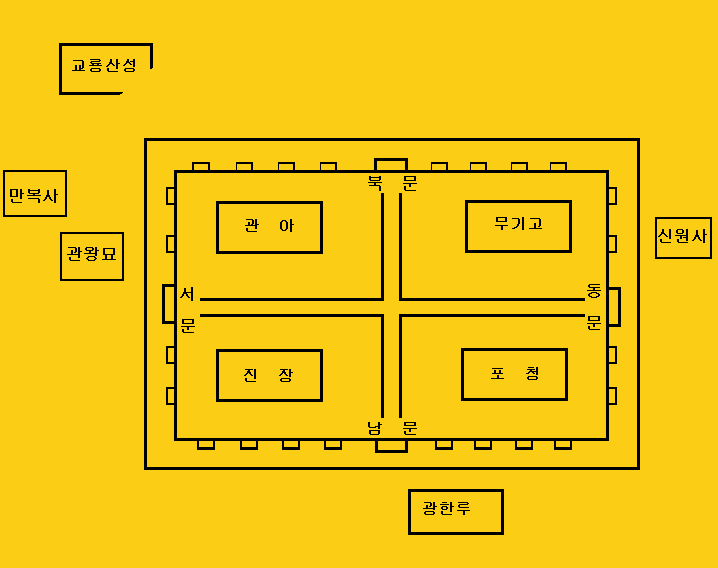
남원성 내부 간략도

별좌 정상신과 전주이씨의 아들로 태어나 1585년(선조 18년) 식년문과에 병과로 급제해 승문원주서가 되었다. 이후 사헌부감찰을 거쳐 호조, 병조, 공조 좌랑 등을 지냈고 1588년(선조 21년) 경연기사관(記事官)으로 경연에 참여하여 강론하였으며, 참찬관(參贊官) 황섬(黃暹), 시독관(侍讀官) 홍인상(洪麟祥), 검토관(檢討官) 조인득(趙仁得) 등과 함께 《통감강목(通監綱目)》의 동한 헌제기(東漢獻帝紀)를 진강하였다.
1589년 다시 호조 좌랑(戶曹佐郞)이 되었다가, 전에 형조좌랑으로 재직 중 죄인을 추국하는 일을 미뤘다는 이유로 사헌부의 탄핵을 받고 파직되었다. 그해 복직하여 사간원정언이 되었다. 1592년(선조 25년) 7월 다시 형조좌랑이 되었고, 임진왜란이 터지자 바로 사은사의 서장관으로 임명되어 명나라에 다녀오기도 했다.

### 임진왜란과 전사
1594년 귀국하는 길에 의주 행재소(行在所)에서 임금을 만나 복명한 뒤 병조정랑에 임명되었고 춘추관기사관을 겸하였으며 바로 병조정랑에 임명되었다. 1594년 가을에 안악현감에 제수되고, 1595년초 다시 병조정랑이 되었다가 사헌부장령 겸 지제교가 되었다. 이후 사간원헌납·홍문관수찬·시강원문학·사간원사간·종부시정 등을 지내고 1595년에는 승정원동부승지, 우부승지까지 지냈다.
1596년(선조 29년) 고급주문사(告急奏聞使)가 되어 다시 명나라로 가 심유경(沈惟敬)이 강화회담을 그르치고 왜군이 다시 침입해 올 것을 알리고 귀국했다. 1597년(선조 30년) 초 가선대부 예조참판을 거쳐 호군이 되었다. 바로 정유재란이 일어나자 그해 8월 호군으로 남원에 파견되어 전라북도에 주둔중이던 명나라 총병 양원(楊元)의 접반사가 되어 남원 전투를 치렀다. 그러나 전투 도중 전세가 불리해져 명나라 총병 양원(楊元)만이 50기의 부하만 데리고 탈출했고, 접반사 정기원은 남원성 전투에서 순절하였다. 사망 당시 향년 39세였다.
참고: 전라북도 남원시 소재 만인의총 안내문 (만인의 총 홈페이지(https://web.archive.org/web/20160506133359/http://manin.go.kr/))

### 사후
경기도 양주군 구리면 아차산(현 경기도 구리시)에 안장되었다. 바로 1597년(서조 30년) 8월 증 자헌대부 예조판서 겸 지경연춘추관사에 추증되었으며 남원의 칠충신사에 배향되었다. 다시 1604년(선조 37년) 선무공신으로 책봉되어 증 정헌대부 예조판서 겸 지경연의금부춘추관성균관사 홍문관대제학 예문관대제학 세자좌빈객에 추증되고 내성군에 추봉되었다. 1605년 청난원종공신 1등에 책록되었다.
1606년 12월 다시 가증되어 숭정대부 의정부좌찬성겸 판의금부사 세자시강원이사 내성군에 가증되었다. 칠충신사는 1612년(광해군 4년) 남원 충렬사의 사액이 내려졌다. 평소 문장과 글씨를 잘 썼으며 문집으로 《현산집》, 《현산실기》가 있다. 시호는 충의이다.
1965년 묘소 앞에 후손들이 다시 비석을 세웠고, 묘소 오른쪽 앞에 신도비가 세워졌다.

## 저서
- 《현산집》
- 《현산실기》 : 시문집

## 가족 관계
- 5대조 : 정난종 (鄭蘭宗)
  - 고조부 : 정광보 (鄭光輔)
    - 증조부 : 정한용(鄭漢龍)
      - 조부 : 정순복(鄭純福)
        - 부 : 정상신(鄭象信) - 별좌
        - 모 : 전주 이씨
          - 부인 : 증 정경부인 청송 심씨 - 경기도 관찰사, 증영의정 청파부원군 심전의 딸
            - 자 : 정지심(鄭之諶) - 군수
              - 손자 : 정행립(鄭行立)
                - 증손자 : 정상주 (鄭相周)
                  - 고손자 : 정인서 (鄭麟瑞)

            - 자 : 정지우(鄭之羽) - 승지